# Branche ischio-pubienne
La branche ischio-pubienne est une une partie de l'os coxal.

## Description
La branche ischio-pubienne constitue la limite en bas et en avant du foramen obturé.
Elle est constituée de la branche inférieure du pubis et de la branche de l'ischion.
Sur sa face externe le long de son bord supérieur, s'insère le muscle long adducteur. Au-dessous de cette insertion, en arrière s'insère le muscle grand adducteur, et en avant le muscle court adducteur.
Sur sa face interne s'insère le muscle obturateur interne.
La partie externe de son bord inférieur donne insertion au muscle gracile et sa partie interne donne insertion au muscle transverse profond du périnée et au muscle ischio-caverneux..